# Tordehumos (kommunhuvudort)
Tordehumos är en kommunhuvudort i Spanien.   Den ligger i provinsen Provincia de Valladolid och regionen Kastilien och Leon, i den centrala delen av landet, 200 km nordväst om huvudstaden Madrid. Tordehumos ligger 743 meter över havet och antalet invånare är 498.
Terrängen runt Tordehumos är platt. Runt Tordehumos är det mycket glesbefolkat, med 5 invånare per kvadratkilometer. Närmaste större samhälle är Medina de Ríoseco, 12,1 km nordost om Tordehumos. Trakten runt Tordehumos består till största delen av jordbruksmark.